# Su última reverencia. Recuerdos de Sherlock Holmes
Su última reverencia, también conocido como Su último saludo en el escenario, es un volumen de siete cuentos escritos por Sir Arthur Conan Doyle donde se relatan los últimos casos del detective privado Sherlock Holmes. Fue publicada en 1917.
Aunque posteriormente se publicó la colección El archivo de Sherlock Holmes, las historias de Su última reverencia son las últimas en el orden cronológico de la vida de Holmes; en ellas se explica su retiro al campo y su dedicación a la filosofía, la horticultura y la apicultura.

## Historias de la colección y orden de publicación
| Título                                   | Fecha de publicación  |
| ---------------------------------------- | --------------------- |
| «El pabellón Wisteria»                   | agosto de 1908        |
| «Los planos del "Bruce-Partington"»      | diciembre de 1908     |
| «El pie del diablo»                      | diciembre de 1910     |
| «El círculo rojo»                        | marzo y abril de 1911 |
| «La desaparición de lady Frances Carfax» | diciembre de 1911     |
| «El detective moribundo»                 | noviembre de 1913     |
| «Su última reverencia»                   | septiembre de 1917    |

La mayoría de las ediciones americanas de la serie también contiene la historia de "La caja de cartón", que está en Las Memorias de Sherlock Holmes en la mayoría de las ediciones británicas.
- Datos: Q733582
- Multimedia: His Last Bow / Q733582